# Adam Kadyrov
Adam Kadyrov (nascido em 24 de novembro de 2007) é um oficial russo e filho de Ramzan Kadyrov que serviu como chefe do Serviço de Segurança do Presidente da República da Chechênia desde 5 de novembro de 2023. 
Kadyrov foi promovido ao lado de vários de seus irmãos por seu pai em meio a rumores sobre os problemas de saúde do pai e que ele estava preparando uma dinastia para sucedê-lo.  Kadyrov tornou-se notável após um vídeo publicado em novembro de 2023 que o retratava agredindo um prisioneiro acusado de queimar o Alcorão, ato pelo qual foi muito elogiado por seu pai. 